# Ermal Hajdari
Ermal Hajdari, född 4 december 1992 i Karlskoga, är en svensk fotbollsspelare.
Han deltog 2013 i TV4:s tv-program Proffsdrömmen. Vinnaren i programmet fick ett A-lagskontrakt med IF Elfsborg, Hajdari slutade tvåa i tävlingen efter Tobias Sandström.
Då Hajdari deltog i Proffsdrömmen representerade han Kristianstads FF. Han flyttade efter programmet till England och tränade i akademiprojektet Nike Academy. Under tiden där blev estniska FC Infonet intresserade och valde att värva honom. Hajdari spelade en säsong med klubben i Meistriliiga, efter den valde klubben att inte förlänga kontraktet med honom.
Hajdari skrev 2016 på för nyzeeländska Tasman United. Sedan 2018 har han spelat för olika klubbar i Norge, 2022 spelar Hajdari med Levanger FK, som han också representerade 2018 och 2019.